# Cramond
Cramond ist ein Dorf am Rand von Edinburgh in Schottland, das heute zu den Vororten von Edinburgh gehört. Es liegt am nordwestlichen Ende der Stadt an der Mündung des Almond in den Firth of Forth.
In der Gegend von Cramond wurden Hinweise auf frühzeitliche Besiedlung aus dem Mesolithikum, aus der Bronzezeit und der Römerzeit gefunden. Außerdem ist das Dorf der Geburtsort des schottischen Ökonomen John Law.

## Etymologie
Lange wurde angenommen, dass die Römer ihre Befestigung Alaterva nannten. Ein Steinaltar, der den „alatervanischen Müttern und den Müttern des Paradeplatzes“ gewidmet war, wurde unter dem Fundament des Cramond House gefunden. Archäologen interpretierten die Inschrift als Bezugnahme auf den Fundort, aber diese Theorie gilt unter Wissenschaftlern als widerlegt. „Alatervae“ ist vermutlich ein alter Name für die Matronae Alaterviae.

## Geschichte

### Steinzeit
Bei archäologischen Ausgrabungen in der Gegend von Cramond wurden Hinweise auf eine Besiedlung aus der Zeit um 8500 v. Chr. gefunden. Damit ist Cramond die älteste bekannte frühgeschichtliche Siedlung in Schottland. Die Bewohner des mesolithischen Lagers waren nomadische Jäger und Sammler. Alle Knochen wurden vom säurehaltigen Boden zersetzt, aber es wurden Müll- und Vorratsgruben sowie zahlreiche Haselnussschalen gefunden. Es wird angenommen, dass der Platz wegen seiner Nähe zum River Almond und zum Firth of Firth gewählt wurde, da die dortigen Austern- und Muschelbestände eine verlässliche Nahrungsquelle boten. Außerdem wurden einige mikrolithische Steinwerkzeuge, die am Lagerplatz hergestellt wurden, gefunden.

### Römerzeit

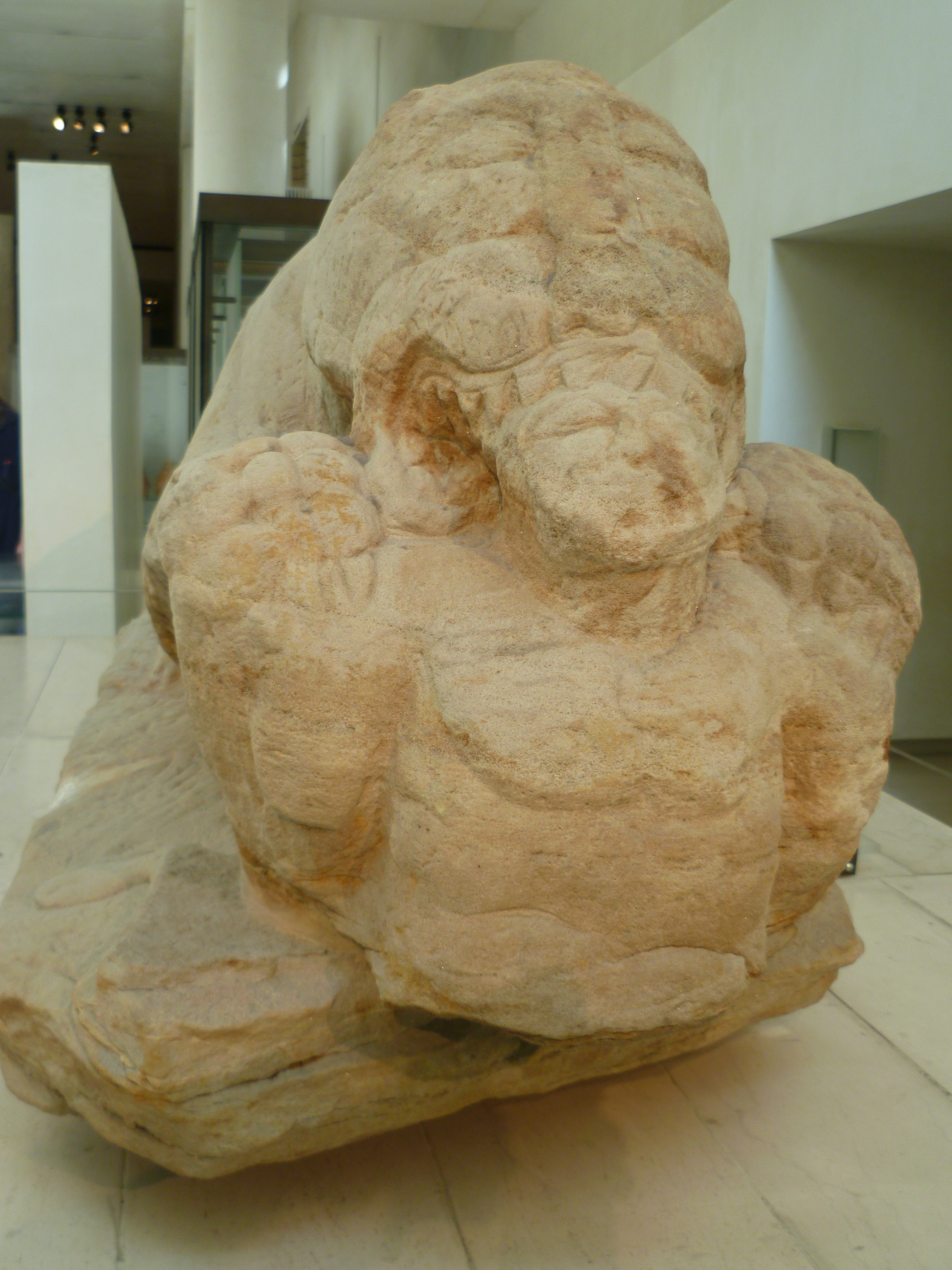
Die Cramond Lioness

Um das Jahr 142 kamen römische Streitkräfte nach Cramond. Sie wurden von Kaiser Antoninus Pius befehligt, der ihnen den Auftrag gegeben hatte, ein Fort an der Mündung des River Almond zu errichten. Dieses Lager sollte die östliche Flanke der Grenze zu Schottland schützen. Fast fünfhundert Menschen arbeiteten daran und bauten ein Fort, das beinahe 24.281 m² abdeckte sowie einen Hafen. Jedoch wurde das Fort nur für ungefähr fünfzehn Jahre bewohnt, bevor die Truppen es wieder verließen, da sie im Süden gebraucht wurden, um den Hadrianswall zu beschützen. Tonwaren und Münzen aus späterer Zeit zeigen, dass das Fort und der Hafen ungefähr zwischen 208 und 211 erneut besiedelt und als Basis für die Armee und die Flotte des Kaisers Septimius Severus benutzt wurden.
1997 wurde im Hafenschlamm die Cramond Lioness entdeckt und als Sandsteinstatue einer Löwin identifiziert, die eine männliche Figur verschlingt, wahrscheinlich eine von einem Paar am Grab eines Militärkommandanten. Es ist eines der ehrgeizigsten Stücke römischer Skulptur, die in Schottland überlebt haben.